# Європейська наукова премія Кербера
Європе́йська науко́ва пре́мія Ке́рбера (нім. Körber-Preis für die Europäische Wissenschaft) — наукова нагорода від Фундації Кербера. Концепцію нагороди розробили Курт Кербер, Раймар Люст і Гайнц Штааб. Вручається з 1985 щороку за наукові проєкти, проведені у Європі. На момент першої церемонії нагородження грошова складова у 3,5 рази перевищувала розмір Нобелівської премії, але вона ділилась між значною кількістю науковців. З 2005 року на нагороду кваліфікуються лише окремі особи. В останні роки сума премії становить 1 мільйон євро (до 2008 року, було 750 000 євро). 8 науковців, нагороджених премією, стали нобелівськими лауреатами. Вважається однією з найпрестижніших європейських нагород.

## Лауреати

### 1985—2004
- 1985: Вальтер Брендель[de], Міхаель Деліус, Георг Ендерс, Йозеф Голль, Густав Паумгартнер[de], Тільман Зауербрух[de] (застосування ударних хвиль в медицині)
- 1985: Теодор Балевскі, Румен Бачваров, Еміль Момчилов, Драган Ненов, Рангель Цветков (технологія лиття під тиском)
- 1986: Жан-Клод Глюкман, Свен Хаар, Джордж Яноссі, Давид Клацманн,  Люк Монтаньє, Пауль Рац[de] (Дослідження ретровірусів СНІД)
- 1987: Карл-Гайнц Геррманн, Фрідріх Ленц, Ганнес Ліхте[de], Готфрід Мелленштедт[en] (подальший розвиток електронної голографії)
- 1987: Ріітта Харі[en], Матті Крузіус[de], Оллі Лоунасмаа[en], Марті Саломаа (створення наднизьких температур)
- 1988: Альфонс Букенс, Васілій Драгалов,  Вальтер Камінскі[en], Гансйорг Зінн [de] (розширення гамбурзької піролітичної техніки для знищення токсичних відходів)
- 1989: Крістіан Брунольд, Юрій Глеба, Лутц Новер, Девід Філліпсон, Ельмар Вілер[de], Майнгарт Зенк[de] (активні речовини з культур клітин рослин)
- 1990: Леннарт Бенгссон[en], Берт Булін,  Клаус Гассельманн (прогнозування короткострокових змін клімату)
- 1991:Ларс Еренберг, Дітріх Геншлер[de], Вернер Лутц, Ганс-Гюнтер Нойманн (розпізнавання та профілактика раку, викликаного хімічними речовинами навколишнього середовища)
- 1992: Філіпп Бера, Вольфганг Кінцельбах, Людвіг Люкнер[de],  Рене Шварценбах[en], Лаура Зіґґ[de] (вивчення поширення та трансформації забруднюючих речовин у ґрунтових водах)
- 1993: Фелікс Черноусько[ru], Франсуа Кларак, Гольк Крузе[de],  Фрідріх Пфайффер[en] (біоніка ходьби: Технічне застосування біологічних знань)
- 1994: Денес Дудіц, Дірк Інзе[en], Енн Марі Ламберт, Горст Лерц (сучасна селекція рослин: від клітини до рослини)
- 1995: Рудольф Аманн[en], Ерік Бетгерр, Ульф Гебель, Бо Баркер Йоргенсен, Нільс Петер Ревсбех, Карл Гайнц Шлейфер[de], Жірі Ваннер (генне зондування в дослідженнях навколишнього середовища та медицині)
- 1996: П'єр Шарль-Домінік, Антуан Кліф, Герхард Готтсбергер[de], Берт Голлдоблер[en], Карл Лінзмайр[en], Ульріх Лютге[de] (середовище проживання верхівок дерев у тропіках)
- 1996: Майкл Ешбі, Ів Бреше, Мішель Раппа (комп'ютерне проєктування матеріалів)
- 1997: Павел Кисельов[en], Клаус Раєвський, Гаральд фон Бемер[en] (моделі мутантних мишей у клінічних дослідженнях)
- 1998: Вернер Гейл, Мішель Ледук[de],  Ернст-Вільгельм Оттен[de], Манфред Телен (магнітно-резонансна томографія з гелієм-3)
- 1998: Генрі Балтес[de], Вольфганг Гепль, Массімо Рудан (електронні мікроноси для підвищення безпеки на робочому місці)
- 1999: Бернд Креплін[en], Пер Ліндштранд[en], Джон Едріан Пайл, Майкл Андре Ремет (висотні платформи для телекомунікацій)
- 2000: Родні Дуглас, Амірам Грінвальд, Рандольф Менцель[en], Вольф Зінгер[en], Крістоф фон дер Мальсбург[en] (сприйняття форми в технології з розумінням природи)
- 2001: Вольф-Бернд Фроммер[de], Райнер Гедріх[de], Енріко Мартінойя, Дейл Сандерс[en], Норберт Зауер (оптимізовані культури за допомогою генної інженерії)
- 2002: Марк Фергюсон, Джеффрі Габбелл, Кей Кілті, Бйорн Старк, Майкл Вокер (загоєння ран без рубців за допомогою тканинної інженерії)
- 2003:  Бернард Ферінга, Мартін Мьоллер[de], Джастін Моллой, Нік ван Гюльст (молекулярні ходунки, керовані світлом)
- 2004:  Маркус Аебі [de], Тьєррі Геннет, Яак Якен, Людвіг Леле, Герт Матийс, Курт фон Фігура[de] (терапія нової групи спадкових захворювань)

### З 2005 року
- 2005:  ФіліпРасселл[en] (фотоніка і нові оптичні матеріали)
- 2006: Франц-Ульріх Гартль (шаперони згортання білка в біотехнології та медицині)
- 2007: Петер Зеебергер[en] (автоматизований синтез вуглеводних вакцин проти тропічних хвороб)
- 2008: Марія Бласко[en] (ліки проти раку та старіння)
- 2009:  Андрій Гейм (графен, найтонший матеріал у Всесвіті)
- 2010: Іржі Фрімль[cs] (ауксини — розуміння росту рослин)
- 2011:   Штефан Гелль (STED-мікроскопія[en])
- 2012: Маттіас Манн[3] (новаторська робота з протеому)
- 2013: Іммануель Блох (дослідження на стику квантової оптики та фізики твердого тіла, зокрема оптичних ґраток)
- 2014:  Мей-Бритт Мозер,  Едвард Мозер (дослідження мозку)
- 2015: Нікола Спалдін[en] (матеріалознавство)
- 2016: Ганс Клеверс (дослідження дорослих стовбурових клітин)
- 2017: Карстен Данцман[de] (високоточна лазерна техніка)
- 2018: Сванте Паабо (він «революціонізував наше розуміння еволюційної історії сучасної людини»)
- 2019: Бернгард Шелькопф[en] (розробка математичних методів для значного вдосконалення штучного інтелекту)
- 2020: Ботонд Роска[en] (дослідження зору та сітківки)
- 2021: Клер Ґрей[4] (робота з оптимізації акумуляторів за допомогою ЯМР-спектроскопії)
- 2022: Ентоні Гайман[en][5] (дослідження клітинних крапель)
- 2023: Корделія Шмід[en][6] (новаторська робота в галузі автоматизованої обробки зображень і розробка нових методів, які дозволяють комп'ютерам розуміти зображення)
- 2024: Ерін Шуман[en][6] (дослідження синтезу білка в клітинах мозку)